# Louis-Gaston-François de Monstron de Sauton d'Escouloubre
Louis Gaston François de Monstron de Sauton d'Escouloubre est un homme politique français né le 13 janvier 1755 à Toulouse (Languedoc) et décédé le 23 janvier 1834 dans la même ville.
Colonel d'infanterie, il est député de la noblesse aux États généraux de 1789 pour la sénéchaussée de Toulouse et vote avec la minorité contre-révolutionnaire. Il se cache sous la Terreur et tente de redevenir député sous le Premier Empire, mais sans succès. Il devient maire de Toulouse en 1814, sous la première Restauration. Il fut aussi mainteneur de l'Académie des Jeux floraux à partir de 1788.

## Sources
- « Louis-Gaston-François de Monstron de Sauton d'Escouloubre », dans Adolphe Robert et Gaston Cougny, Dictionnaire des parlementaires français, Edgar Bourloton, 1889-1891 [détail de l’édition]